# 北山雅和
北山 雅和（きたやま まさかず、1967年 - ）は、日本のグラフィックデザイナー。

## 略歴
兵庫県神戸市出身。1990年、桑沢デザイン研究所卒業。野本卓司や世継恭規などのデザイン事務所のアシスタントを務めた後、1993年に信藤三雄率いるコンテムポラリー・プロダクションに所属。1998年に独立し、デザイン事務所「Help!」を設立。
渋谷系と言われた時代から今に至るまで、コーネリアスやカヒミ・カリィのジャケットデザインを手がけている。TV番組の映像製作までをも手がける。
初の作品集『LiGHT STUFf help! 北山雅和のデザイン1993～2007』では、コーネリアスの新録CDなどがつき話題になった。
2015年11月27日から12月9日まで、初の個展「TYPOGRAFFITI 1 -INVISIBLE-」をギャラリーALで開催。

## 主な仕事

### 音楽

#### コンテムポラリー・プロダクション時代（1993～1998）
- Mr.Children『Replay』プロモ盤（1993）
- 小泉今日子『Travel Rock』（1993）
- ORIGINAL LOVE『風の歌を聴け』（1994）※藤川浩一と共同
- ピチカート・ファイヴ『Antique 96』（1995）
- コーネリアス『69/96』（1995）
- コーネリアス『96/69』（1996）
- ORIGINAL LOVE『Rainbow Race』（1996）
- V.A.『Prego! '97 View-Master』（1997）
- UA『歪んだ太陽』12inchシングル（1998）

#### Help!時代（1998～）
- コーネリアス『Chapter 8 ～Seashore and Horizon～』Matador盤（1998）
- V.A.『BEND IT! JAPAN '98』（1998）
- カヒミ・カリィ『One Thousand 20th Century Chairs』（1998）

### 雑誌
- 『STARsoccer』（2005～2006）